# Nicolas Grunitzky
Nicolas Grunitzky (n. Atakpamé, Togolandia, 5 de abril de 1913 - f. París, Francia, 27 de septiembre de 1969) fue el segundo Presidente de Togo y su tercer jefe de Estado, ejerciendo la presidencia entre 1963 y 1967, siendo derrocado antes de terminar su mandato constitucional. Anteriormente, había sido Primer ministro del país durante el período colonial. Tras el golpe de 1963, que mató a su rival político nacionalista Sylvanus Olympio, Grunitzky fue elegido por el comité militar de los golpistas a ser el segundo presidente de Togo, siendo ratificado en el cargo en unas elecciones sin oposición.
Durante su mandato, intentó organizar un sistema multipartidista pero a la vez unificar los diferentes partidos políticos en un gobierno de unidad nacional. Fue, sin embargo, depuesto tres días antes de terminar su mandato constitucional, en enero de 1967.

## Biografía
Grunitzky nació en 1913, cuando Togo era una colonia del Imperio alemán. Su padre era alemán con ascendencia polaca y su madre era de la realeza yoruba. Estudió ingeniería civil en la ESTP en París y fue un administrador público antes de salir para formar su propia compañía. Fue el secretario general del Partido del Progreso de Togo y fue elegido en la Asamblea Representativa de Togo en 1951. Ocupó el cargo de Primer ministro del país cuando era una República autónoma dentro de la Unión Francesa.
Nicolas Grunitzky se convierte en el presidente de Togo después de un golpe de Estado que termina con el asesinato del primer presidente de Togo, Sylvanus Olympio, su cuñado. Este golpe de Estado, el primero en la historia del África negra después de la independencia, está organizado por un grupo de soldados liderados por el Sargento Étienne Gnassingbé Eyadema.
Nicolas Grunitzky muere en un accidente automovilístico en Francia, París, el 27 de septiembre de 1969.